# Al Bithnah
Al Bithnah (en árabe: البثنة‎, romanizado: Al Bithnah) es un pueblo del Emirato de Fuyaira, en los Emiratos Árabes Unidos (EAU), que ocupa desde hace tiempo un lugar estratégico en el Wadi Ham, que es el único enlace natural con el interior de los EAU y el Golfo Pérsico desde la ciudad de la costa este, y el Emirato de Fuyaira.
Situada entre la ciudad de Fuyaira y Masafi, el pueblo alberga un importante fuerte de piedra y adobe, el Fuerte de Al Bithnah, y una tumba megalítica poco conocida que une el pueblo a una ruta comercial de 3000 años de antigüedad a lo largo de Wadi Ham, a través de las Montañas Al Hajar , desde el emirato de la costa este de Fuyaira hasta Masafi (que a su vez forma parte de Ras al-Khaimah  y, Manama, hasta la ciudad desértica de Dhaid, y luego hasta Sharjah y el golfo Pérsico. Tradicionalmente ha estado habitada por miembros de la tribu Sharqiyin (Al Sharqi).

## Historia

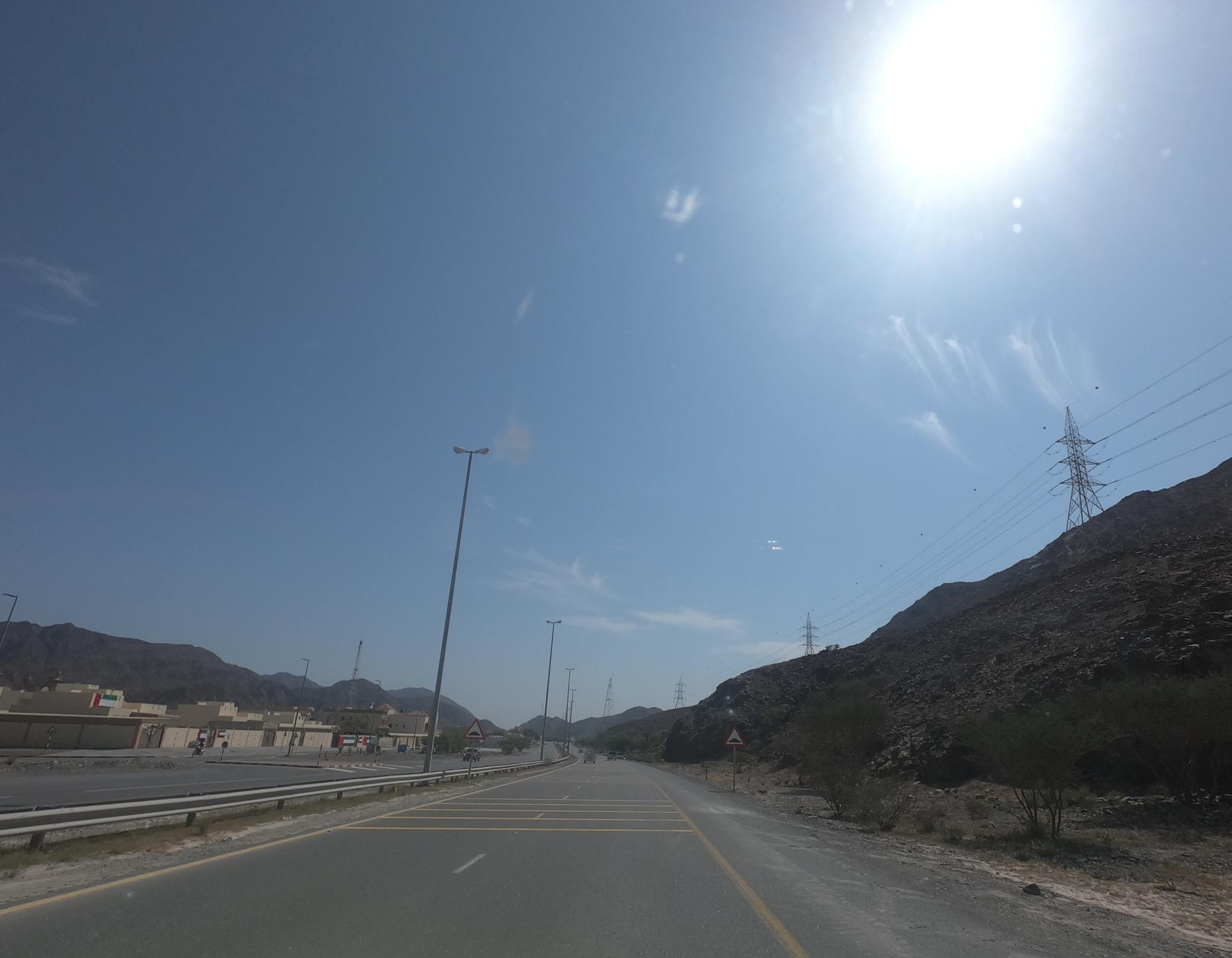
Vista de Al Bithnah desde la carretera Sheikh Maktoum Bin Rashid Al Maktoum.

La tumba de la cultura de Wadi Suq en Bithnah fue excavada por primera vez por la Fundación Suiza-Liechtenstein para la Investigación Arqueológica en el Extranjero (SLFA) entre 1987 y 1991. Presidida por el príncipe Juan Adán II de Liechtenstein y dirigido sobre el terreno por Pierre Corboud, el equipo de la SLFA realizó varias temporadas de prospecciones en la zona montañosa del interior de Fuyaira, incluidas las excavaciones de Bithnah, donde se descubrió una tumba comunal de la época de Wadi Suq, así como varios hallazgos de la Edad del Hierro. También han realizado excavaciones equipos de la Universidad de Ginebra y del Centro Nacional de Investigación francés.
En toda la zona se han realizado importantes hallazgos de la Edad de Hierro, incluidos varios petroglifos. Los hallazgos de la Edad del Hierro en Bithnah incluyen edificios y estructuras que parecen tener una función religiosa, junto con hallazgos de cerámica decorada con serpientes y quemadores de incienso, con salas con columnas y signos de una estrategia de distribución de agua vinculada a una autoridad centralizada. El vínculo entre las serpientes y el agua, la evidencia de ritos funerarios y el culto a las serpientes, es fuerte.
Bithnah fue escenario de una importante batalla en 1745, según el historiador Ibn Ruzaiq, entre miembros de las tribus qasimi (Al qasimi) y na'im y el imán omaní y gobernador de Sohar, Ahmed bin Said. La batalla tuvo lugar cuando los qasimi junto con los na'im de la Buraimi intentaron abrirse paso a través del Wadi Ham para tomar la costa este y su gran premio, el puerto de Sohar. Esto marcaría una nueva era en la historia de la zona: la prolongada batalla entre los omaníes saidíes contra los qasimi de Ras Al Khaimah y Sharjah, y otras tribus de la costa occidental y el interior.
A principios del siglo XX, Bithnah era un pueblo formado por unas 50 casas de origen sharqiyin, con unas 600 ovejas y cabras y 4000 palmeras datileras.

## Fuerte de Al Bithnah

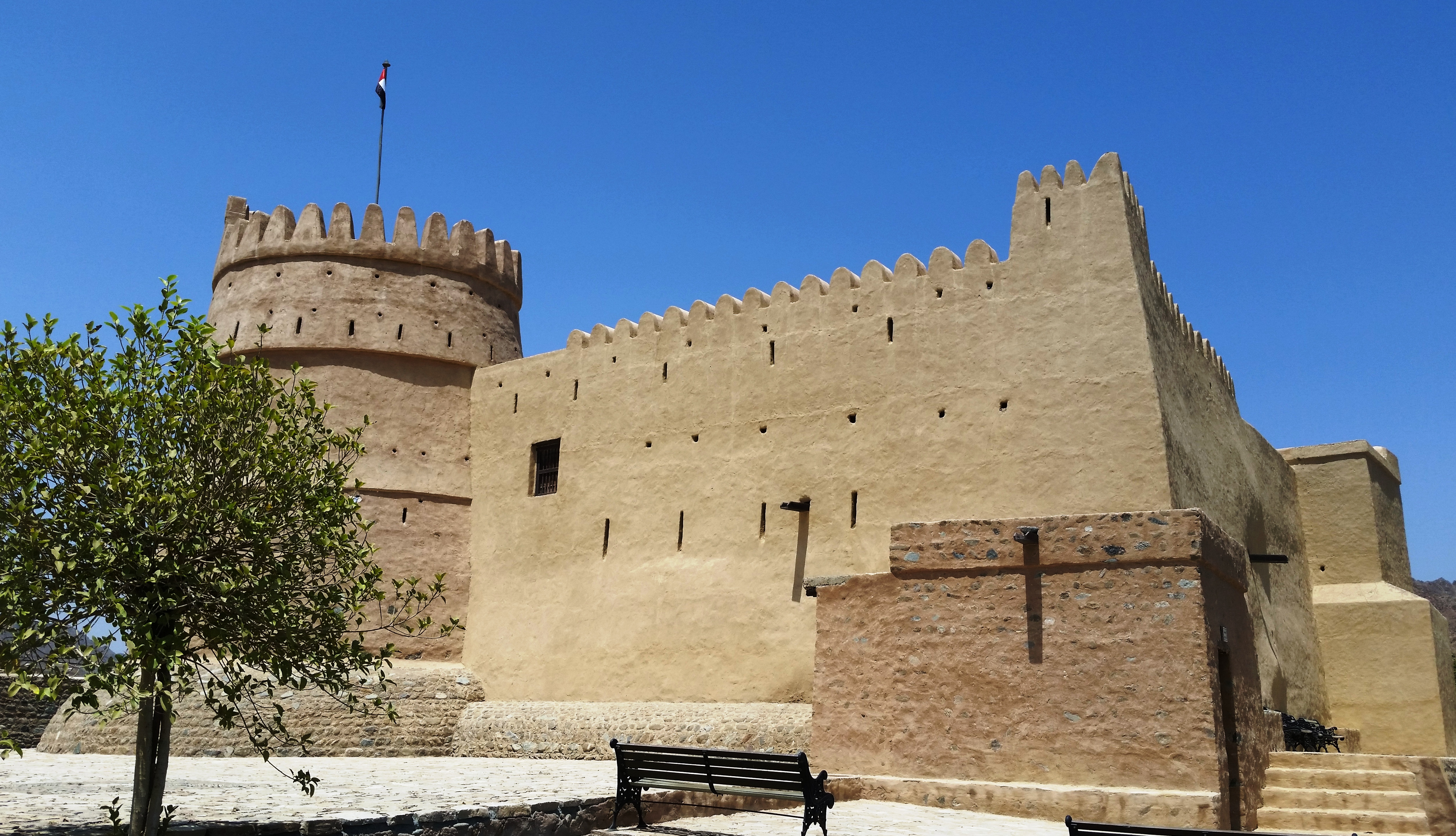
Fuerte.

Se cree que el fuerte de Bithnah data de finales del siglo XVIII y que se construyó a raíz de las incursiones del movimiento wahabí a principios del siglo XIX,
Antes de la construcción de la carretera a Masafi en la década de 1970, el tráfico hacia el interior desde la costa pasaba por el lecho del uadi, dominado por el fuerte que habría ocupado un lugar estratégico, de hecho, Bithnah a través de los tiempos ha sido un holding estratégico y fue un pilar clave en las fortunas del Sharqiyin a lo largo del siglo XVIII y principios del XIX.
En 1884, el jeque Hamad bin Abdullah Al Sharqi tomó el fuerte de Bithnah, cuyo control le sería esencial cuando, en 1901, volvió a rechazar la soberanía de Sharjah y utilizó el fuerte de Bithnah para negar ayuda al jefe de Kalba, emparentado con el jeque Saqr bin Jalid de Sharjah. Con la ayuda de los shihuh de Ali Bin Ibrahim y Zaid Sinan Kumazari, los sharqiyin expulsaron a los qasimi de Bitna en 1902. Este acontecimiento selló la independencia de facto de Fuyaira que, sin embargo, no fue reconocida por los británicos hasta 1952.
Antes de 2009, el fuerte estaba habitado por un lugareño de Bithnah, Saed Ali Saed Al Yamahi.

## Toponimia
Nombres alternativos: Al Bithnah, Bithna, Bithnah, Bitnah, Biţnah, al-Buthnah. 
El nombre del pueblo de Al Bithnah y otros topónimos de la zona, quedaron registrados en la documentación y mapas elaborados entre 1950 y 1960 por el arabista, cartógrafo, militar y diplomático británico Julian F. Walker, durante los trabajos efectuados para el establecimiento de fronteras entre los entonces denominados Estados de la Tregua, completados posteriormente por el Ministerio de Defensa del Reino Unido, en mapas a escala 1:100.000 publicados en 1971.
En The National Atlas of the United Arab Emirates consta referenciado con la grafía Al Bithnah.